# Maria (album Marii Niklińskiej)
Maria – debiutancki album warszawskiej wokalistki i aktorki Marii Niklińskiej wydany 19 maja 2015 przez Universal Music Polska.

## Lista utworów
1. Dreamin’
2. Płać!
3. Na pięć
4. Na północy
5. Zapytam
6. Jeśli tylko chcesz
7. Lubisz tak
8. Granaty
9. Ile jeszcze
10. Another Lover
11. Red Eyes